# Kiškunmajska mikroregija
Kiškunmajska mikroregija (mađ. Kiskunmajsai kistérség) je mikroregija u Bačko-kiškunskoj županiji u Mađarskoj.
U njoj se nalazi 6 naselja, u kojima ukupno živi 20.082 stanovnika. Ukupne je površine 485,15 km2, a gustoća naseljenosti je 41,39 osobe na km2. 
Sjedište mikroregije je gradić Kiskunmajsa.

## Naselja
Hrvatska imena prema.
| Ime             | Mađarski naziv  | Površina (km2) | Br. stanovnika |
| --------------- | --------------- | -------------- | -------------- |
| Csólyospálos    | Csólyospálos    | 65,10          | 1753           |
| Jászszentlászló | Jászszentlászló | 60,34          | 2632           |
| Kiskunmajsa     | Kiskunmajsa     | 221,99         | 12 047         |
| Kempac, Kompac  | Kömpöc          | 30,00          | 803            |
| Móricgát        | Móricgát        | 32,88          | 554            |
| Szank           | Szank           | 74,83          | 2622           |